# Robson Jorge & Lincoln Olivetti
Robson Jorge & Lincoln Olivetti é o único álbum colaborativo dos músicos brasileiros Robson Jorge e Lincoln Olivetti. Foi lançado em 16 de setembro de 1982, pela Som Livre.

## Plano de fundo
Jorge e Olivetti foram colaboradores frequentes, ambos prolíficos instrumentistas, arranjadores e produtores que já trabalharam com músicos da MPB, como Tim Maia, Rita Lee, Roberto Carlos, Sandra de Sá, Marcos Valle e Jorge Ben Jor. Robson Jorge & Lincoln Olivetti foi o único álbum de estúdio de Jorge e Olivetti creditado à dupla, mas em 2021, havia rumores da existência de um segundo álbum colaborativo inédito.

## Legado
Robson Jorge & Lincoln Olivetti tem sido aclamado como um clássico da MPB, definindo a sonoridade do gênero e influenciando nomes como Tim Maia. O álbum se tornou um dos vinis mais raros e valiosos do Brasil, cobiçado por colecionadores de discos do mundo todo. É considerada uma referência internacional da MPB e já foi tocada e remixada por DJs de todo o mundo.
Décadas após seu lançamento, o álbum foi elogiado por críticos musicais por seus ganchos melódicos, arranjos de trompas brilhantes e funky, vocais scat e grooves de boogie.

## Faixas
Todas as canções compostas por Robson Jorge e Lincoln Olivetti, exceto onde indicado.
Lado A
| N.º | Título            | Compositor(es)   | Duração |  |
| 1.  | "Jorgeia Corisco" |                  | 3:52    |  |
| 2.  | "No Bom Sentido"  |                  | 3:28    |  |
| 3.  | "Aleluia"         |                  | 3:54    |  |
| 4.  | "Raton"           | Hermes Contesini | 0:53    |  |
| 5.  | "Pret-À-Porter"   |                  | 3:30    |  |
| 6.  | "Squash"          |                  | 4:00    |  |

Lado B
| N.º            | Título                       | Compositor(es)                                    | Duração |  |
| 7.             | "Eva"                        | Lincoln Olivetti, Robson Jorge, Ronaldo Barcellos | 5:44    |  |
| 8.             | "Fá Sustenido"               |                                                   | 3:03    |  |
| 9.             | "Zé Piolho"                  |                                                   | 0:46    |  |
| 10.            | "Baila Comigo / Festa Braba" | Rita Lee / Lincoln Olivetti, Robson Jorge         | 3:29    |  |
| 11.            | "Ginga"                      |                                                   | 3:01    |  |
| 12.            | "Alegrias"                   |                                                   | 3:10    |  |
| Duração total: | Duração total:               | Duração total:                                    | 38:55   |  |

## Créditos Musicais
- Piano Elétrico, Guitarra, Baixo elétrico, Sintetizador [Mini-Moog], Vocais, Vocoder – Robson Jorge
- Piano Elétrico, Piano, Sintetizador, Sintetizador [Mini-Moog, Oberheim] – Lincoln Olivetti
- Saxophone Alto – Oberdan Magalhães
- Backing Vocals – Reginaldo, Ronaldo Barcellos, Tony Bizarro
- Saxophone Barítone – Leo Gandelman
- Baixo elétrico – Jamil Joanes, Paulo Cezar (faixas: A6, B1, B6)
- Bongos, Congas, Tamborim, Percussão – Peninha
- Baterias – Mamão (faixas: A2), Paulinho Braga (faixas: B4), Picolé (faixas: A1, A3, A5, A6, B1, B2, B5, B6)
- Congas, Timbais, Surdo, Tamborim, Percussion – Ariovaldo Contesini
- Percussão – Renato Britto (faixas: B1, B6)
- Saxofone Tenor, Backing Vocals – Zé Carlos
- Trombone – Serginho do Trombone
- Trompete – Bidinho, Marcio Montarroyos

Ficha Técnica
- Produção – Max Pierre
- Supervisão – Jorge Guimarães
- Masterização – José Oswaldo Martins
- Direção de Arte – Vera Roesler
- Arte – Tuninho de Paula
- Fotografia – Frederico Mendes